# Кривая Осгуда

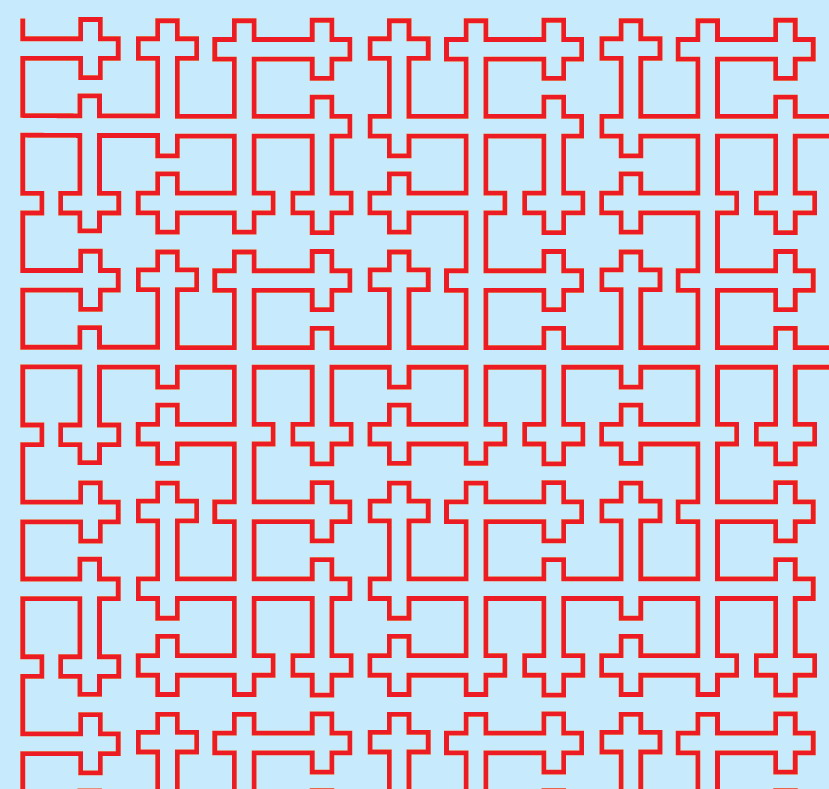
Кривая Осгуда

Фрактальное построение кривой Осгуда – несамопересекающейся кривой ненулевой площади формируемой из исходного треугольника рекурсивным методом. На первой рекурсии удаляется симметричный клина, соединяющего вершину треугольника с противоположной стороной. Затем рекурсивно выполняется того же действия с меньшими образующимися треугольниками образующимися после удаления клиньев. На каждой рекурсии удаленные клинья становятся уже и короче, так что удаленная площадь на каждой рекурсии уменьшается экспоненциально, поэтому сумма площадей всех клиньев конечна, при этом от исходного треугольника остаётся неудаляемая ненулевая площадь. Такая кривая относится к классу кривых Осгуда.

В математике кривая Осгуда — это самонепересекающаяся кривая (кривая или дуга Жордана) с положительной площадью. Более формально, это кривые на евклидовой плоскости с положительной двумерной мерой Лебега.

## Истории
Первые примеры таких кривых были найдены Вильямом Фогом Осгудом и Лебегом. Оба примера имеют положительную площадь в некоторых частях кривых, но нулевую площадь в других частях. Этот недостаток была исправлен Кноппом, который нашёл кривую, имеющую положительную площадь вблизи каждой её точки, основываясь на более ранних построениях Вацлава Серпинского. Пример Кноппа имеет дополнительные преимущества в том, что при построении площадь может составлять любую часть площади выпуклой оболочки.

## Фрактальное построение
Хотя большинство заполняющих пространство кривых не являются кривыми Осгуда (они имеют положительную площадь, но, зачастую, бесконечное число раз пересекают себя, что нарушает определение кривой Жордана), можно модифицировать рекурсивное построение заполняющих пространство кривых или фрактальных кривых, чтобы получить кривую Осгуда. 
Первоначально Осгуд в своей публикации 1903 года рассмотрел кривую, заполняющую квадрат . Именно эта ломаная получила его имя. Позже это название было обобщено и на другие фигуры. Например, построение Кноппа использует рекурсивное разделение треугольников на пары меньших треугольников, имеющих общую вершину, путём удаления клиньев. Если удаляемые клинья на каждом уровне построения составляют не меняющуюся (дробную) часть площади треугольников, в результате получим фрактал Чезаро, подобный кривой Коха, но при удалении клиньев, площади которых уменьшаются быстрее, получаем кривую Осгуда.

## Построение Данжуа — Риса
Другой путь построения кривой Осгуда — это использование двумерной версии множества Смита — Волтерра — Кантора, вполне несвязного множества точек с ненулевой площадью, к которому применяется теорема Данжуа — Риса, согласно которой любое ограниченное и вполне несвязное подмножество плоскости является подмножеством жордановой кривой.